# Eugenia Popescu-Județ
Eugenia Popescu-Județ (de asemenea, cu ortografierea, Popescu-Judetz; 1925 – 2011) a fost antropolog, autoare de cărți de non-ficțiune. prim-balerină, coreograf, dansator, folclorist și profesoară de dans româncă. 
Fiind practicantă de balet clasic, a lucrat ca dansatoare solo pentru mai multe teatre din București (inclusiv în calitate de prim-balerină), devenind coregraf faimos pentru teatre profesioniste și pentru multe personaje inspirate din folclorul românesc, performând în teatre, film, televiziune și ansamble profesioniste din România. A predat dansul clasic și dansul popular, atât intern cât și internațional.
Mai tărziu în viață, urmând o altă pasiune a vieții sale, a devenit expert în opera și manuscrisele omului politic, prințului, domnitorului și omului de cultură renascentist al secolului al XVII-lea, Dimitrie Cantemir.

## Viață și activitate

### Balet, dans, coreografie
Eugenia Popescu-Județ, nume la naștere Marisescu, s-a născut în Giurgiu, în 1925. Practicând baletul de mic copil, Eugenia a devenit dansatoare profesionistă și balerină prim-solistă al Teatrului Național de Balet (1945 – 1950) și apoi a Operei Naționale din București (1950 – 1954).
După căsătoria sa cu dansatorul profesionist Gheorghe Popescu-Județ, interesul său față de dansul popular românesc a crescut mult. Împreună soțul său, Eugenia a interpretat numeroase momente coreografice inspirate din dansurile populare românești culminând cu premiul întâi la Competiția de dans internațional din Praga (International Dance Competition at Prague).
În perioada 1954 - 1970, Eugenia a fost antrenorul de balet și coreograful ansamblului folcloric Perinița din București, dar în tot acest timp, a lucrat la coregrafia altor ansambluri folclorice românești. De asemenea, în perioada 1968 – 1970, multipla și talentata antropolog a regizat și coregrafiat filme, cu varii tematici toate inspirate de dansuri folclorice, pentru Televiziunea Română.
Eugenia Popescu-Județ a predat dansul, în diferite capacități, de la baletul clasic la dansuri populare. Un astfel de exemplu semnificativ fiind intervalul de timp 1948 - 1950, când a fost atât profesorul de dans cât și coreograful unui ansamblu de copii, numit atunci, Ansamblul Pionierilor din București, activitate care se desfășura la Liceul de Arte din București , activitate care a fost reluată, ulterior, după stabilirea sa în Statele Unite ale Americii.

### Cercetător
Eugenia a avut parte de o carieră de cercetător și de antropolog cultural. În perioada 1949 - 1951, a lucrat ca cercetător la Institutul de Folclor din București (atunci Institut de Folclor, în prezent Institutul de Etnografie și Folclor «Constantin Brăiloiu»). Între același an 1949 până târziu în anii 1960, Eugenia și-a însoțit adesea pe companionul său de viață, Gheorghe, în diferite deplasări în localitățile rurale ale României pentru a studia obiceiurile și dansurile populare românești. 

### Călătorii profesionale
Într-o vreme când călătoriile internaționale erau un privilegiu foarte rar pentru români, cu excepția celor din conducerea țării, Eugenia Popescu-Județ (însoțită sau nu de soțul ei) călătorea frevent în calitate de lector invitat și instructor de dans. Astfel, se pot menționa deplasările sale în India (1969), Iugoslavia (1969), Liban 1969), Statele Unite  (1970), Belgia (1970 – 1971) și Finlanda (1971).

### Stabilirea în Statele Unite
După decesul soțului ei, în 1972, Eugenia s-a stabilit în Statele Unite ale Americii în 1973. Acolo, în Statele Unite, a profesat la Duquesne University din Pittsburgh, statul Pennsylvania. În același timp, multipla talentată româncă, a fost numită ca profesor adjunct la Duquesne, continuând să predea dansul și coregrafia pentru ansamblul artistic al universității, cunoscut ca Tamburitzans.
De asemenea, în Statele Unite, Eugenia a continuat a se perfecționa academic, obținând mai multe grade universitare avansate, incluzând un doctorat de la University of Pittsburgh și realizând publicarea mai multor cărți și articole, toate profesionale, fiind conectate de dans, coregrafie și marea sa pasiune pentru fascinanta personalitate complexă a umanistului domnitor Dimitrie Cantemir și conexiunea sa unică cu muzica turcă a secolului al XVII-lea.

### Ultimii ani
În perioada 1990 - 1995, Eugenia a donat colecția deținută de ea și de soțul său, Gheorghe, colecției American Folklife Center – Centrul american al folclorului, parte a celebrei biblioteci Library of Congress, din Washington, D.C.
Doamna Eugenia Popescu-Județ a trecut la cele veșnice în 20 decembrie 2011, în Pittsburgh, Pennsylvania.

## Distincții
- Ordinul Muncii clasa a III-a (10 august 1964) „pentru merite deosebite în opera de construire a socialismului, cu prilejul celei de a XX-a aniversări a eliberării patriei”[6]
- Ordinul Meritul Cultural clasa a V-a (12 septembrie 1968) „pentru merite deosebite în activitatea muzicală”[7]

## Publicații (selecție)
Eugenia Popescu Județ a publicat, printre altele, și lucrările de mai jos.
- 1973 – Dimitrie Cantemir - Cartea științei muzicii la Editura Muzicală a Uniunii Compozitorilor, București
- 1979 – Sixty Folk Dances of Romania — Șaizeci de dansuri populare din România, Duquesne University Tamburitzans, Institute of Folk Arts, Pittsburgh, PA
- 1993 – Disemic features in the Romanian folk musical "Jienii" — Caracteristici disemice în musical-ul românesc „Jienii,” Dance studies, volume 17, pp. 77–129
- 1999 – Prince Dimitrie Cantemir: theorist and composer of Turkish music — Prințul Dimitrie Cantemir, teoretician și compozitor de muzică turcă - Pan: Beșiktaș, Istanbul
- 2007 – Beyond the glory of the sultans: Cantemir's view of the Turks — Dincolo de gloria sultanilor: Viziunea lui Cantemir despre turci - Pan: Beșiktaș, Istanbul

respectiv,
- 1979 – Popescu-Județ, Gheorghe, Eugenia Popescu-Județ, and James Roncevic. 1979 - Judetz folk dance notation — Notațiile de dans Judetz - Pittsburgh, Pennsylvania, Duquesne University Tamburitzans